# 山岸絵美
山岸 絵美（やまぎし・えみ 1986年8月22日 - ）は、日本の女性柔道選手。階級は48kg級。身長152cm、体重48kg。長野県塩尻市出身。得意技は内股、巴投げ、寝技。組み手は左組み。段位は四段。血液型はB型。趣味は絵を描くこと。のちに三井住友海上女子柔道部の特別コーチに就く。会社では広報部に所属。損害保険の普通資格と、アロマセラピストの資格を持つ。

## 経歴
柔道は7歳の時に父親の影響で弟に続いて誠心館道場で始めた。小中学校時代は毎日のように父や弟と一緒に、腕立て伏せや腹筋などの基礎トレーニングを積んだり、5-6kmの道のりを1時間ほど早朝ランニングしていた。小学生の時は後に会社の同僚となるライバルの清水千晶にいつも負けていたが、6年生の時にようやく勝利して県のチャンピオンとなった。丘中学3年の時に全国中学校柔道大会44kg級で優勝を飾ると、清水の誘いを受けて三井住友海上の合宿に参加して、そこで監督の柳沢久に勧誘された。しかしながら、風景画を描くことが好きだったことから、柔道は中学で辞めて高校は美術関係の学校に進もうと思っていたので進路に悩むことになった。それでも合宿において後のアテネオリンピック金メダリストとなる上野雅恵や銀メダリストとなる横沢由貴などに触発されたことで世界を目指そうという気持ちが芽生えたことや、親元から離れたいという気持ちもあって、結局柔道を選択した。
上京すると三井住友海上の寮に住み込みながら、藤村女子高校へ通うことになった。練習は専ら三井住友海上の道場で行っていた。シニアでもトップレベルの選手たちと稽古を積んでいたことで、高校生には負けていられないという気持ちを強く抱いていた。なお、高校の1年後輩には後にロンドンオリンピックの57kg級で金メダルを獲得することになる松本薫がいた。1年の時にはアジアジュニア45kg級で優勝すると、全日本ジュニア48kg級では2位になった。全国高校選手権では決勝で土浦日大高校2年の福見友子に敗れて2位だった。2年の時には全日本ジュニアで優勝すると、アジアジュニアでは2連覇を果たした。全国高校選手権でも優勝を飾った。3年の時には選抜体重別に出場するが、準決勝でトヨタ自動車の谷亮子に払腰で敗れた。インターハイではこの年から新設された女子個人戦の48kg級初代チャンピオンとなった。韓国国際でシニアの国際大会初優勝を飾ったが、続く福岡国際では3位だった。
2005年には三井住友海上に入社すると、12月の青島国際と2006年2月のポーランド国際で優勝を飾った。谷が妊娠・出産などで戦列を離れていた4月の選抜体重別では、決勝で三井住友海上でも練習している渋谷教育学園渋谷高校2年の中村美里を大外巻込で破って優勝した。。この際に、「中村の監督が自慢ばかりしているから黙らせてこいと周囲に言われた」「年下には負けたくなかった」「自分の方が強いということを見せられてよかった」と語った。なおこの当時、｢柔道は全然好きでない｣、｢いつも辞めたいと思っている｣と述べる反面、｢根っからの負けず嫌いの性格が柔道に向いているかも｣と語っていた。9月のワールドカップ団体戦では中村が全試合に出場して1度も使って貰えなかった。11月の講道館杯では筑波大学3年の福見を技ありで破って優勝した。
2007年4月の選抜体重別では準決勝で復帰してきた谷に効果で敗れて3位だった。5月のアジア選手権と9月の東アジア選手権では優勝した。11月の講道館杯では準決勝で山梨学院大学1年の浅見八瑠奈に効果で敗れて3位だった。12月の嘉納杯でも準々決勝でキューバのヤネト・ベルモイに効果で敗れて3位にとどまった。
2008年2月のドイツ国際では優勝した。4月の選抜体重別では決勝で世界チャンピオンの谷と対戦すると、効果を先取されるも巴投と大外返で有効を取って逆転で優勝を果たした。しかしながら、北京オリンピック代表に選ばれることはなかった。全日本女子代表監督の日蔭暢年によれば、山岸ではなく谷をオリンピック代表に選出したのは、昨年の世界選手権で谷が優勝した実績なども踏まえた他に、次のような理由も付け加えた。「谷はディフェンスがよく、ディフェンスからのカウンターも狙える試合巧者。これは他の選手と比べて際立っているという判断で代表に選出した。決勝で敗れたが、コーチ陣の見解は、『ここは谷』で一致した」。一方、この選出に対して、世間からはもっと透明性のある選考を望む声が当然噴出した(谷は昨年の選抜体重別でも決勝で福見に敗れながら世界選手権代表に選ばれている)。なお、筑波大学で福見を指導する山口香は、世間も納得する明確な選考方法として、ポイント制度の導入を提案した。各大会の付与ポイントをあらかじめ公表しておけば、選考レースは一般人にも一目瞭然となり、誤解が減る結果につながる。「今回が、国内で代表を選べる最後になるかも。最終選考会で勝てない代表を、五輪で勝たせることができるのか。それは強化体制の問題」と山口は語った。後に山岸はこの時のことを振り返って、国際大会で安定した勝利を得ていなかったのが信頼されていなかった原因だったかもしれないと述べるとともに、この当時はケガもなく止まることのない勢いを有していた一番良い時期だったとも述懐した。続くアジア選手権では2連覇を達成した。10月に東京で開催された世界団体ではチームの優勝に貢献すると、11月の講道館杯でも決勝で福見を技ありで破って2年ぶり2度目の優勝を飾った。12月の嘉納杯では決勝で福見に判定で敗れた。
2009年2月のグランドスラム・パリでは準決勝で福見を技ありで破ると、決勝で地元フランスのフレデリク・ジョシネを有効で破って優勝した。続くグランプリ・ハンブルクでは準決勝で福見に技ありで敗れて3位だった。4月の選抜体重別では決勝で福見に有効で敗れて世界選手権代表の座を逃した。7月のグランドスラム・リオデジャネイロでは決勝でジョシネに1-2の判定で惜敗した(なお、2009年から2012年のロンドンオリンピック前までに日本選手が出場したグランドスラム13大会のうち12大会で優勝しているが、今大会で唯一優勝を逃すことになった)。11月の講道館杯では決勝で浅見を指導2で破って3度目の優勝を飾った。12月のグランドスラム・東京では準決勝で帝京大学3年の近藤香に有効で敗れて3位だった。
2010年1月には世界ランキング上位選手により争われるワールドマスターズの初戦で浅見と対戦すると、開始30秒に肩車を仕掛けた際に浅見の足に触れたとして反則負けとなった。今大会から下半身に直接触れると反則負けになる新ルールが導入されたが、その適用第一号となった。2月のグランドスラム・パリでは準決勝で福見を技ありで破ると、決勝ではジョシネをGSに入ってから内股の有効で破り2連覇を達成した。4月の選抜体重別では準決勝で浅見に1-2の判定で惜敗して3位に終わり、またもや世界選手権代表になることはできなかった。この当時は福見、浅見、山岸がこの階級の世界3強と見なされており、熾烈な代表争いを繰り広げていた。この時点での福見との対戦成績は7勝7敗、浅見との対戦成績は5勝5敗だった。なお、このあたりから両肩の脱臼癖に悩まされることにもなった。7月にはグランドスラム・モスクワで優勝すると、8月の実業個人選手権でも優勝した。しかし、10月のグランプリ・ロッテルダムでは準決勝でベルギーのシャルリーヌ・ファンスニックに谷落で敗れて3位に終わり、外国選手に対する強さにも揺らぎが見えるようになった。11月の講道館杯でも準決勝で近藤に敗れて3位だった。
2011年1月のワールドマスターズでは決勝で浅見に指導2で敗れて2位だった。2月のグランドスラム・パリでは3回戦でキューバのダヤリス・メストレ・アルバレスに判定で敗れて今大会3連覇はならなかった。続くグランプリ・デュッセルドルフでは準々決勝でファンスニックと再戦すると、有効を先取しながら浮落で逆転負けを喫して5位に終わった。4月の選抜体重別では準決勝で福見を2-1の判定、決勝でも浅見を2-1の判定で破って今大会3年ぶり3度目の優勝を飾るが、浅見と福見に比べるとここ最近の国際大会での実績がいまいちだったこともあり、世界選手権代表には選出されなかった。10月にはグランプリ・アブダビで優勝したものの、ロンドンオリンピック代表争いでは世界選手権2連覇を達成した浅見と元世界チャンピオンの福見に大きく後れを取ることになった。11月の講道館杯では準々決勝で近畿大学3年の十田美里に合技で敗れて7位に終わった。
2012年5月の選抜体重別では準決勝で福見に横四方固で敗れてオリンピック代表にはなれなかった。2013年2月のグランプリ・デュッセルドルフでは3位だったが、8月の実業個人選手権では3年ぶり2度目の優勝を飾った。11月の講道館杯と12月のグランドスラム・東京ではそれぞれ3位だったものの、グランプリ・チェジュでは優勝した。
2014年2月のグランドスラム・パリでは決勝で世界チャンピオンであるモンゴルのムンフバット・ウランツェツェグを技ありで破って、今大会3度目の優勝を飾った。4月の選抜体重別決勝では三井住友に入社してきたばかりである9歳年下の近藤亜美に有効で敗れて世界選手権代表には選ばれなかった。結果として世界選手権代表には1度もなれずに終わった。9月にはアジア大会に出場するものの、決勝でムンフバットに技ありで敗れて2位に終わった。
2015年4月の選抜体重別では3位だった。9月には現役引退を表明した。その後は柔道部の特別コーチとなる一方で、三井住友海上の道場で週一回、小学生に柔道を教えている。

## 柔道スタイル
三井住友海上監督の柳沢久が｢何が出るかわからないから面白い、天性の素質を感じる｣と語るように、内股や巴投げを始め、大外刈、背負投、袖釣込腰など多彩な立ち技でポイントを取ると、すかさず寝技で仕留めるのが山岸の柔道の特徴だった。得意技の1つだった内股は、非力だったために巧みな崩しや作りで跳ね上げるのではなく、遠心力を利用して相手を振り回す形で投げていた。巴投げも投げた後にすかさず寝技へ移行するために、釣り手を離さないことを絶えず意識していた。

## 主な戦績
- 2001年 -　全国中学校柔道大会　優勝(44kg級)
- 2001年 -　アジアジュニア　2位(45kg級)
- 2002年 -　アジアジュニア　優勝(45kg級)

以降は48kg級での戦績
- 2002年 -　全日本ジュニア　2位
- 2003年 -　全国高校選手権　2位
- 2003年 -　フランスジュニア国際　優勝
- 2003年 -　全日本ジュニア　優勝
- 2003年 -　アジアジュニア　優勝
- 2004年 -　全国高校選手権　優勝
- 2004年 -　選抜体重別　3位
- 2004年 -　インターハイ　優勝
- 2004年 -　全日本ジュニア　3位
- 2004年 - 韓国国際　優勝
- 2004年 - 福岡国際　3位
- 2005年 - チェコ国際　優勝
- 2005年 -　実業個人選手権　3位
- 2005年 -　全日本ジュニア　優勝
- 2005年 - 青島国際　優勝
- 2006年 - ポーランド国際　優勝
- 2006年 -　選抜体重別　優勝
- 2006年 -　講道館杯　優勝
- 2006年 -　福岡国際　3位
- 2007年 - オーストリア国際　優勝
- 2007年 -　選抜体重別　3位
- 2007年 - アジア選手権　優勝
- 2007年 -　実業個人選手権　2位
- 2007年 - 東アジア選手権　優勝
- 2007年 -　講道館杯　3位
- 2007年 - 嘉納杯　3位
- 2008年 - ドイツ国際　優勝
- 2008年 -　選抜体重別　優勝
- 2008年 - アジア選手権　優勝
- 2008年 -　実業個人選手権　2位
- 2008年 - 世界団体　優勝
- 2008年 -　講道館杯　優勝
- 2008年 - 嘉納杯　2位
- 2009年 - グランドスラム・パリ　優勝
- 2009年 - グランプリ・ハンブルク　3位
- 2009年 -　選抜体重別　2位
- 2009年 - グランドスラム・リオデジャネイロ　2位
- 2009年 - 講道館杯　優勝
- 2009年 - グランドスラム・東京　3位
- 2010年 - ワールドマスターズ　5位
- 2010年 - グランドスラム・パリ　優勝
- 2010年 -　選抜体重別　3位
- 2010年 - グランドスラム・モスクワ　優勝
- 2010年 -　実業個人選手権　優勝
- 2010年 - グランプリ・ロッテルダム　3位
- 2010年 -　講道館杯　3位
- 2011年 -　ワールドマスターズ　2位
- 2011年 - グランプリ・デュッセルドルフ　5位
- 2011年 -　選抜体重別　優勝
- 2011年 - グランプリ・アブダビ　優勝
- 2011年 -　講道館杯　7位
- 2012年 -　選抜体重別　3位
- 2012年 -　講道館杯　3位
- 2012年 - グランドスラム・東京　5位
- 2013年 -　グランプリ・デュッセルドルフ　3位
- 2013年 -　実業個人選手権　優勝
- 2013年 -　講道館杯　3位
- 2013年 - グランドスラム・東京　3位
- 2013年 - グランプリ・チェジュ　優勝
- 2014年 - グランドスラム・パリ　優勝
- 2014年 -　選抜体重別　2位
- 2014年 - アジア大会　2位
- 2015年 -　選抜体重別　3位
- 2015年 -　ワールドマスターズ　7位

(出典、、JudoInside.com)